# Fluch 5.0
Fluch 5.0 (chinesisch 太原之恋 / 太原诅咒, Pinyin tàiyuán zhīliàn/tàiyuán zǔzhòu „Taiyuan-Liebe“/„Taiyuan-Fluch“) ist eine Science-Fiction-Kurzgeschichte des chinesischen Schriftstellers Liu Cixin, zuerst veröffentlicht im Jahr 2010. Eine deutsche Übersetzung von Karin Betz erschien am 14. Januar 2019 in der Sammlung Die wandernde Erde, veröffentlicht vom Heyne Verlag.

## Handlung
Am 8. Dezember 2009 entsteht Fluch 1.0 während der Finanzkrise als Werkzeug einer Programmiererin, um den Ruf ihres Ex-Freundes Sa Bi in den Dreck zu ziehen. Kurz darauf ist der Science-Fiction-Autor Liu Cixin beruflich in Taiyuan unterwegs und trifft dort zufällig auf den Fantasy-Autoren Pan Dajiao. Gemeinsam planen beide ein Epos, welches in ihren verschiedenen Stilen verfasst werden soll. Zehn Jahre später wird Fluch 1.0 von Internetarchäologen gefunden und zu Fluch 2.0 geupdatet. Liu Cixin und Pan Dajiao sind inzwischen obdachlos und streiten um weggeworfene Instantnudeln. Ihre Dreitausend-Sonnen-Dekalogie für Männer und Lied der neunzigtausend Welten für Frauen haben letztendlich absolut niemanden interessiert. Glücklicherweise führen sie dadurch ein maximal technikfernes Leben. Sieben Jahre später wird Fluch 2.0 von einer ebenfalls wegen einer Beziehung gekränkten Programmiererin zu Fluch 3.0 geupdatet, nun mit der Absicht in der mit Technik komplett durchgezogenenen Welt realen Schaden an Sa Bi zu verursachen, welcher dann jedoch einfach Vor- und Nachnamen ändert. Zufällig finden Liu Cixin und Pan Dajiao ihren weggeworfenen Laptop, löschen all dessen Parameter und ersetzen sie jeweils durch „*“, was jede Eingabe zulässt, um sich an ihrer Leserschaft zu rächen. Beide streiten sich jedoch zu handgreiflich über das Geschlecht und die Polizei geht dazwischen. Fluch 3.0 ist dadurch zu Fluch 4.0 geupdatet, aber Liu Cixin und Pan Dajiao vergaßen die Parameter „Taiyuan, Shanxi, China“ für den Ort. Taiyuan wird daraufhin von überall präsenter Technologie komplett in Schutt und Asche gelegt und tausende Menschen sterben. Liu Cixin ist schockiert und Pan Dajiao ist erfreut, beide wollen ihr Genre als Schriftsteller und ihre Darstellung von Zerstörung nun wechseln. Ironischerweise überlebt gerade Sa Bi die Katastrophe, da dieser sich all die Jahre wegen der Flüche vom Internet fernhielt. Im Büro des Sicherheitsamtes für künstliche Intelligenz wird Fluch 4.0 kurz darauf zu Fluch 5.0 geupdatet. Die Parameter für den Ort sind nun „*,*,*“.

## Übersetzungen
Fluch 5.0 wurde ebenfalls auf Englisch (2013 & 2016) und Spanisch (2019) übersetzt.

## Kritik
Publishers Weekly schreibt, Liu Cixin erlaube sich in der Kurzgeschichte einen Spaß mit seinen eigenen Ambitionen („pokes fun at Liu’s own sci-fi ambitions“).
Alexis Ong schreibt im Reactor Magazine, dass die Kurzgeschichte aus dem Nichts zu einem sofortigen Favoriten wird („barrels out of nowhere to become an instant favorite“), da es eine völlig verrückte und urkomische Geschichte über Cyberkriminalität und persönliche Rache sei, in die Liu Cixin eine herrliche und ausschweifende Karikatur von sich selbst einfügt („a completely deranged, snort-out-loud funny tale of cybercrimes and personal revenge where Liu inserts a hilariously debauched caricature of himself“). In der Kurzgeschichte wird der gleichnamige Fluch immer größer und komplexer, macht sich über das Schema der Science-Fiction-Verlage lustig und fügt einem modernen Klassiker meisterhafte Ebenen hinzu („the eponymous curse grows larger and more complex, poking fun at the sci-fi publishing complex, and adding masterful layers to a modern classic“), wodurch diese pures destilliertes Genie sei („pure distilled genius“).
Jaymee Goh schreibt auf Strange Horizons, dass die Kurzgeschichte eine Comedy („comedic effect“) sei, deren Seltsamkeit in kleineren Details zu finden sei, welche verschiedene Charakteristiken der Pulp Fiction sowie Weiterentwicklungen des Fluches parodieren („ridiculousness lies in throwaway lines that parody various pulp fiction tropes and escalating tweaks to the code“).